# Denys Harmasz
Denys Wiktorowycz Harmasz, ukr. Денис Вікторович Гарма́ш (ur. 19 kwietnia 1990 w Miłowem) – ukraiński piłkarz, grający na pozycji pomocnika, reprezentant Ukrainy.

## Kariera piłkarska

### Kariera klubowa
Wychowanek Szkoły Piłkarskiej w Ługańsku. Występował w juniorskich mistrzostwach Ukrainy (DJuFL) w klubach ŁFUWK Ługańsk (2003-2006), Olimpik-UOR Donieck (2005), RWUFK Kijów (2006-2007). Na początku 2007 został zaproszony do Dynama Kijów. Karierę piłkarską rozpoczął 10 kwietnia 2007 w trzeciej drużynie Dynama, a 29 lipca rozegrał pierwszy mecz w składzie Dynamo-2 Kijów. Występował również w rezerwowej drużynie Dynama. 31 października 2007 debiutował w kadrze Dynama, ale w meczu o Puchar Ukrainy. W mistrzostwach debiutował w podstawowej jedenastce dopiero 31 sierpnia 2009. 5 stycznia 2020 został wypożyczony do Rizesporu.

### Kariera reprezentacyjna
Występował w reprezentacji Ukrainy U-17 oraz U-19. Potem bronił barw młodzieżówki. 7 października 2011 roku debiutował w narodowej reprezentacji Ukrainy w meczu towarzyskim z Bułgarią.

## Sukcesy i odznaczenia
- mistrz Europy U-19: 2009